# Nepenthes ephippiata
Nepenthes ephippiata är en tvåhjärtbladig växtart som beskrevs av Danser. Nepenthes ephippiata ingår i släktet Nepenthes och familjen Nepenthaceae. Inga underarter finns listade i Catalogue of Life.